# Astride Gneto
Astride Gneto, née le 24 avril 1996 à Yopougon (Côte d'Ivoire), est une judokate française évoluant en moins de 52 kg.

## Biographie
Née en Côte d'Ivoire, Astride Gneto est la fille du footballeur Kpassagnon Gneto, ancien joueur de l'Africa Sports d'Abidjan et des Éléphants de Côte d'Ivoire, et d'une mère handballeuse, également sélectionnée en équipe nationale de Côte d'Ivoire. Elle est la sœur cadette de Priscilla Gneto, également judokate de haut niveau.

## Palmarès

### Compétitions internationales
| Année | Compétition                   | Lieu            | Résultat | Catégorie      |
| ----- | ----------------------------- | --------------- | -------- | -------------- |
| 2014  | Championnats du monde juniors | Fort Lauderdale | 3e       | Moins de 52 kg |
| 2014  | Championnats d'Europe juniors | Bucarest        | 2e       | Moins de 52 kg |
| 2015  | Championnats du monde juniors | Abou Dabi       | 3e       | Moins de 52 kg |
| 2015  | Championnats d'Europe juniors | Oberwart        | 1re      | Moins de 52 kg |
| 2016  | Championnats d'Europe juniors | Malaga          | 3e       | Moins de 52 kg |
| 2018  | Jeux méditerranéens           | Tarragone       | 3e       | Moins de 52 kg |

Outre ses médailles individuelles, elle obtient des médailles dans des compétitions par équipes
| Année | Compétition                   | Lieu     | Résultat |
| ----- | ----------------------------- | -------- | -------- |
| 2016  | Championnats d'Europe         | Kazan    | 3e       |
| 2021  | Championnats du monde (mixte) | Budapest | 2e       |

### Championnats de France
- Médaille d'or en -52 kg aux Championnats de France 2016.
- Médaille d'argent en -52 kg aux Championnats de France 2017.
- Médaille de bronze en -52 kg aux Championnats de France 2018.
- Médaille de bronze en -52 kg aux Championnats de France 2013.